# Тор (Кіновсесвіт Marvel)
Тор Одінсон (англ. Thor Odinson), більш знаний як Тор (англ. Thor), а іноді за своїм титулом як Бог грому — вигаданий персонаж, зображений Крісом Гемсвортом у медіафраншизі Кіновсесвіт Marvel (КВМ), заснованій на однойменному персонажі Marvel Comics та однойменному богові з германо-скандинавської міфології. У кіновсесвіті він зображений як один з наймогутніших асґардійців — стародавньої інопланетної цивілізації з давніми зв'язками із Землею, яких люди вважають богами. Тор володіє могутнім молотом під назвою Мйольнір, і спочатку зображений як зарозумілий спадкоємець трону Асґарду, чия зухвала поведінка викликає заворушення серед Дев'яти царств, що знаходяться під захистом Асґарду. Через це він вступає в конфлікт зі своїм лиходійським прийомним братом Локі. Тор присвячує себе захисту Землі та стає одним із засновників Месників. Після смерті Одіна Тор стає королем Асґарду, але все королівство знищується під час битви з його сестрою Хелою. Потім Тор вступає в конфлікт з Таносом, який вбиває половину асґардійців і використовує Камені вічності, щоб стерти половину життя у Всесвіті, перш ніж Тор сам вбиває Таноса. Пізніше Тор приєднується до своїх колег Месників, щоб отримати Камені з минулого, використовуючи подорожі в часі, вони успішно скасовують дії Таноса. Коли альтернативна версія Таноса потрапляє в їхню часову лінію, Тору і його союзникам вдається перемогти його. Потім Тор передає корону Нового Асґарду Валькірії та приєднується до Вартових галактики. Пізніше Тор вступає в конфлікт з убивцею богів Ґорром і олімпійським богом Зевсом, одночасно відновлюючи зв'язок зі своєю смертельно хворою колишньою дівчиною, яка тепер володіє Мйольніром, Джейн Фостер. Після того, як Фостер помирає від раку, щоб допомогти перемогти Ґорра, Тор всиновлює дочку останнього, Любов.
Станом на 2022 рік Тор є центральною фігурою кіновсесвіту, з'явившись у дев'яти фільмах, останнім з яких є «Тор: Любов і грім» (2022). Хоча перші два фільми про Тора були одними з найменш популярних у кіновсесвіті, фільм «Тор: Раґнарок» з його суттєвим переосмисленням персонажа вважається одним з найкращих фільмів кіновсесвіту, його часто вважають таким, що «оживив» Тора та його сюжетну лінію, а сприйняття персонажа стало набагато прихильнішим.
Альтернативні версії персонажа з'являються в анімаційному серіалі «А що, як…?» (2021), де Гемсворт повторно виконує цю роль. Одна з версій, зокрема, зображує альтернативного Тора, який виріс без Локі та був завербований до Вартових мультивсесвіту Спостерігачем у битві проти альтернативної версії Альтрона.

## Появи

### Фільми
Кріс Гемсворт — персонаж кіновсесвіту Marvel, вперше з'явився у фільмі «Тор» (2011), а згодом з'явився у фільмах «Месники» (2012), «Тор: Царство темряви» (2013), «Месники: Ера Альтрона» (2015), «Тор: Раґнарок» (2017), «Месники: Війна нескінченності» (2018), «Месники: Завершення» (2019), і «Тор: Любов і грім» (2022). Гемсворт також з'явився в епізодичній сцені в середині титрів «Доктор Стрендж» (2016). У вересні 2020 року Гемсворт заявив, що хотів би продовжити грати Тора після «Тор: Любов і грім», сказавши: «Я не збираюся йти на пенсію», вказавши, що персонаж «занадто молодий для цього».

### Телесеріали
- Архівні кадри персонажа з'являються в телесеріалі Disney+ «Локі» (2021), в епізоді «Ламентіс»[15].
- Гемсворт озвучує варіанти персонажа в мультсеріалі Disney+ «А що, як…?» (2021)[16].

## Вигадана біографія
Тор Одінсон — представник позаземної раси, відомої як асґардійці, і принц Асґарду, якого народи Північної Європи здавна вважали богом грому.

### Раннє життя
Тор ріс пліч-о-пліч зі своїм молодшим братом Локі (про те, що його всиновили, він не знав). Тор і Локі виховувалися на історіях, які розповідав їм їхній батько, Одін, про минуле, особливо про останню Велику війну між асґардійцями та йотунами. Молодий Тор, здавалося, особливо прагнув показати своєму батькові, що він хоче бути великим воїном в образі Одіна, коли йшлося про йотунів. Він сказав: «Коли я стану королем, я вистежу чудовиськ і вб'ю їх усіх, так само як це зробив ти, батьку».

### Помста Йотунам
Одін вирішив проголосити Тора спадкоємцем престолу Асґарду, оскільки той, нарешті, мав увійти в сон Одіна, після того, як так довго відкладав це на потім. Тор насолоджувався церемонією і пройшов обряд посвячення в королі від Одіна. Коли Одін збирався назвати Тора королем, він відчув, що йотуни проникли в Асґард і проникли до Сховища Одіна, щоб викрасти Скриньку Давніх зим. Одін, Тор і Локі пішли до сховища, щоб знайти йотунів, убитих Руйнівником. Тор хотів вирушити до Йотунгейма і змусити велетнів заплатити за вторгнення в Асґард, але Одін відкинув зухвалу реакцію свого сина.
У їхніх покоях Тор у гніві почав розкидати столи. Локі переконав його, що вони повинні вирушити до Йотунгейма до прибуття Сіф і Трійки воїнів. Тор оголосив, що вони вирушають до Йотунгейму і що він приведе їх до перемоги. Вони вирушили до Біфресту і шукали проходу до Йотунгейму, попросивши дозволу у Геймдалла. Він дав дозвіл і відправив їх до Йотунгейма, але сказав, що якщо вони потраплять у біду, то він не дасть їм зворотного проходу.
У Йотунгеймі Тор привів воїнів до покоїв короля Лофея, де він попередив їх, щоб йшли геть, поки він ще дозволяє їм це. Не встиг Локі провести брата, як один з велетнів спровокував Тора, підбурюючи асґардійців до битви. Друзі Тора самі були втягнуті в конфлікт і незабаром Фандрал був вражений. Локі попередив Тора, що їхній загін повинен відступити. Тор наказав їм забиратися звідти, поки він битиметься далі.
Тор наздогнав своїх друзів у Біфесті, але там їх оточив Лофей зі своїм військом. Перш ніж велетні встигли відновити атаку, прибув Одін і попередив Лофея, щоб той зберігав мир і не реагував на дії хлопчика. Лофей відповів, що війна почалася, кинувся вперед зі своїм військом. Одін вибрав цей момент, щоб асґардійці відступили, і наказав Геймдаллу повернути їх додому.
Повернувшись в обсерваторію, Тор наказав своїм друзям віднести Фандрала в кімнату зцілення. Тоді Одін дорікнув Тору за його нерозважливі дії, сказавши, що це дії не короля, а вояки. Одін був стривожений тим, що той пожертвує життям невинних людей, щоб піти на війну. У запалі суперечки Тор сказав Одіну, що він старий дурень. Зрозумівши, що Тор недостатньо зрілий, щоб правити Асґардом, Одін позбавив його сили й відправив на Землю через Біфрест. Потім Одін наклав закляття на Мйольнір, дозволивши лише гідним володіти ним і також відправив його через Біфрост.

### Вигнання
Тор прибув на Землю через червоточину, створену Біфрестом, яку вивчали доктор Джейн Фостер, доктор Ерік Селвіґ та їхній інтерн Дарсі Льюїс. Тор зіткнувся з їхнім фургоном. Він піднявся після зіткнення і з початковим усвідомленням того, де він знаходиться, почав кричати Геймдаллу, щоб той відкрив Біфрест. Люди вважали Тора божевільним. Коли він наблизився до Дарсі, вона в страху вистрілила в нього електрошокером.
Тор прокинувся в лікарні з лікарем над ним. Не усвідомлюючи свого оточення і не розуміючи наміру лікаря взяти зразок крові, Тор напав на персонал лікарні та охоронців, перш ніж йому ввели заспокійливе. Прокинувшись, він виявив себе зв'язаним, але зумів вирватися з наручників і попрямував до виходу, поки його знову не збив фургон Джейн. Вона, Ерік і Дарсі відвезли його назад до своєї лабораторії, де Джейн дала йому якийсь одяг.
Вчені відвели Тора до місцевої забігайлівки, де він досхочу наївся. Він розбив свою чашку об підлогу, вимагаючи ще випити, оскільки це було частиною асґардійської культури. Джейн сказала йому, що якщо він хоче ще, то повинен чемно попросити. Тор зрозумів і погодився, що вона не хотіла проявити неповагу, давши йому перший урок скромного етикету. Незабаром Тор почув розмову місцевих жителів про «супутник», який впав на Землю. Тор зрозумів, що це був Мйольнір і запитав дорогу. Він попрощався з Джейн, Еріком і Дарсі та почав йти до Мйольніра. Зрозумівши, що це занадто далеко для його смертного тіла, він пішов у місцевий зоомагазин за конем. Він вийшов незадоволений і знову побачив Джейн, яка запропонувала його підвезти.
Джейн розповіла йому, що Щ. И.Т. вкрав всі її дослідження, Тор пообіцяв розповісти їй все, що вона хотіла знати про червоточини, коли він поверне те, що належить йому. Вони прибули на місце й побачили, що воно вкрите імпровізованим дослідницьким центром. Тор прокрався всередину і впорався з охоронцем, перш ніж його помітили, а потім почав пробиватися до Мйольніра. Нарешті опинившись у Мйольнірі, Тор зрадів і схопився за свій могутній молот. Однак, оскільки він не був гідний, Тор не зміг підняти Мйольнір. Нарешті зрозумівши своє становище, він гнівно закричав на небо, перш ніж впасти на коліна у відчаї. Після цього його взяли під варту агенти Щ. И.Т.
Тора відвели на допит до агента Філа Колсона, але він не відповідав на жодне запитання. Перед ним з'явився Локі, який сказав, що Одін помер і що Тор повинен залишитися на Землі, щоб підтримувати мир з Йотунгеймом. Агент Колсон повернувся і побачив Тора, який прощався з повітрям. Потім прибув доктор Селвіґ і сказав Щ. И.Т., що Тор був їхнім колегою, який був п'яний. Агент Колсон відпустив його, щоб він міг піти за ними. Тор і Селвіґ пішли випити, де доблесть Тора до випивки призвела до бійки в барі й Тор забрав сильно п'яного Селвіґа назад у фургон Джейн.
Тор і Джейн вийшли на дах дослідницького центру і подивилися на зірки, де Тор почав розповідати Джейн про Дев'ять царств і Іґґдрасіль, Дерево життя.

### Гідний
Наступного дня ставлення Тора змінилося на краще. Він снідав з Джейн, коли їх перервали Сіф і Трійка воїнів. Тор зрадів, побачивши їх, перш ніж вони повідомили йому, що Одін живий, а Локі — король. Возз'єднання було перервано, коли вони стали свідками занепокоєння вдалині, викликаного прибуттям Руйнівника.
Тор, Джейн, Селвіґ і Дарсі почали евакуюватися з міста, поки Сіф і Воїни Трійці розробляли план, як зупинити Руйнівника. Руйнівник почав атакувати місто, руйнуючи все на своєму шляху, і відбився від асгардів. Тор сказав своїм друзям, щоб вони відступали і що у нього є план. Він підійшов до Руйнівника і говорив через нього з Локі. Він сказав братові, що йому шкода, але він не може дозволити Локі вбивати невинних людей, натомість запропонувавши себе. Локі, здавалося, змирився, перш ніж використати Руйнівника, щоб завдати удару, який виявився б смертельним для Тора в його ослабленій формі. Джейн прийшла на допомогу вмираючому Тору й сиділа з ним перед його смертю.
У своїй готовності пожертвувати собою заради інших Тор ще раз довів, що гідний підняти Мйольнір. Тоді молот прилетів до його руки, після чого він повернув собі повну силу, а його рани повністю зцілилися. Оновлений, він переміг Руйнівника. Тор возз'єднався з Джейн, а потім звернувся до агента Колсона, який прибув на місце події, пообіцяв вірність, але тільки якщо Колсон поверне дослідження Джейн. Потім він забрав Джейн до Біфреста.